# Hugh Rodman
Hugh Rodman (Frankfort, 6 gennaio 1859 – Bethesda, 7 giugno 1940) è stato un ammiraglio statunitense.
L'ammiraglio Rodman, Cavaliere dell'Ordine del Bagno, servì durante la guerra ispano-americana e la prima guerra mondiale, e poi in seguito come comandante della United States Pacific Fleet dal 1919 al 1921.

## Biografia
Nato a Frankfort, nel Kentucky, Rodman si diplomò alla Naval Academy nel 1880. Servì sulle navi USS Yantic, Wachusett, Hartford ed Essex. Periodi presso l'Hydrographic Office e lo United States Naval Observatory furono seguiti nel 1891 da quattro anni di servizio di pattuglia lungo le coste dell'Alaska e della Columbia Britannica.
Durante la guerra ispano-americana servì sulla USS Raleigh e fu encomiato per la sua condotta esemplare durante la battaglia della baia di Manila. Nel 1899 partecipò in esplorazioni scientifiche nel Pacifico sotto la direzione di Alexander Agassiz. Nel 1900 ritornò in Alaska per un'inchiesta sull'industria peschiera. Dal 1901 al 1904 comandò l'Iroquois in acque hawaiiane. Nei territori asiatici servì poi sulla New Orleans, Cincinnati , Wisconsin e nel 1905 sulla cannoniera Elcano di pattuglia sul fiume Yangtze.
Dal 1907 al 1909 frequentò il Naval War College e servì come Lighthouse Inspector (ispettore dei fari) nel sesto distretto navale. Nel 1909 ritornò in estremo oriente per un turno come capitano dell'arsenale di Cavite, nelle Filippine, e come comandante della Cleveland. Nel 1912 assunse il comando della Connecticut, ammiraglia della Flotta dell'Atlantico, dopo essere stato l'anno precedente capitano dell'arsenale di Mare Island. Nel 1913 prese il comando della Delaware. Nel 1914 svolse il ruolo di sovraintendente marittimo del Canale di Panama e nel 1915 gli fu affidata la New York. Durante il 1916 servì nel General Board della US Navy.
Nel 1917 fu promosso al rango di retroammiraglio e divenne comandante della Battleship Division 9 della Flotta fell'Atlantico con comando sulla New York. La divisione fu mandata in acque europee verso la fine dell'anno e si unì alla Grand Fleet britannica a Scapa Flow per diventare il 6th Battle Squadron britannico sotto il comando dell'ammiraglio Sir David Beatty. Per il resto della guerra l'ammiraglio Rodman guidò la sua divisione in operazioni nel Mare del Nord. Per questo servizio svolto fu insignito del grado di cavaliare commendatore dell'Ordine del Bagno da re Giorgio V e della Navy Distinguished Service Medal.
Ritornato negli Stati Uniti dopo l'armistizio, servì nella Flotta dell'Atlantico fino al luglio 1919 quando divenne il comandante in capo della Flotta del Pacifico. Nel 1921 fu distaccato e dal 1921 al 1922 fu comandante della quinta zona navale, interrompendo l'incarico per una missione in Perù come ministro plenipotenziario ed inviato straordinario. Tra il 1922 e il 1923 fu un membro anziano della commissione che doveva formulare politiche amministrative per tutte le basi terrestri. All'età di 64 anni fu posto nella lista degli ufficiali a riposo.
Dopo il pensionamento continuò a servire gli Stati Uniti e la US Navy in varie missioni, inclusa, nell'estate 1923, l'accompagnamento del presidente Warren Gamaliel Harding nella sua sfortunata ispezione in Alaska. Nel 1937 rappresentò la U.S. Navy alla cerimonia d'incoronazione di re Giorgio VI a Londra.
L'ammiraglio Rodman morì a Bethesda, nel Maryland, ed è tumulato al cimitero nazionale di Arlington.

## Onorificenze
| Nastro | Onorificenza                                 | Sigla | Nazione     |
| ------ | -------------------------------------------- | ----- | ----------- |
|        | Navy Distinguished Service Medal             |       | USA         |
|        | Medaglia Dewey                               |       | USA         |
|        | Medaglia della campagna spagnola             |       | USA         |
|        | Medaglia della campagna delle Filippine      |       | USA         |
|        | Medaglia interalleata della vittoria         |       | USA         |
|        | Cavaliere Commendatore dell'Ordine del Bagno | KCB   | Regno Unito |

Il cacciatorpediniere USS Rodman (DD-456), la nave da trasporto USS Admiral Hugh Rodman (AP-126) e la base della U.S Navy Rodman Nella zona del Canale di Panama sono così chiamate in suo onore.